# Geelong
Geelong es la segunda ciudad más grande del estado australiano de Victoria y es el mayor centro regional del estado. Geelong es una ciudad portuaria ubicada sobre la bahía de Corio y el río Barwon, a 75 km al suroeste de Melbourne, la capital del estado. Posee una población urbana de 160.991 personas, lo que convierte a Geelong por su tamaño en la quinta ciudad de Australia que no es capital de estado. 

## Geografía
Geelong se encuentra en las costas de la bahía de Corio, una bahía de entrada al suroeste de Port Phillip. Con buen clima y estando despejado, el horizonte de Melbourne es visible desde las áreas de Geelong. El río Barwon atraviesa la ciudad hacia el sur antes de entrar en el lago Connewarre. 
Geológicamente las rocas más antiguas de la zona, corresponden al período Cámbrico (500 millones de años), en la antigüedad las aguas cubrieron gran parte de las tierras bajas de Geelong, el curso del río se cambió cuando el monte Moriac entró en erupción y la lava fluyó hacia el este de Geelong. 
Al este de la ciudad se encuentran las colinas de la península de Bellarine. Al oeste están las areniscas procedentes de las Hills Barrabool y el basalto de Monte Duneed.
Los suelos son aptos para la práctica intensiva de la agricultura, el pastoreo, la silvicultura y los viñedos.

## Economía
Más de 10.000 empresas emplean a más de 80.000 personas en la región de Geelong. Con las industrias de fabricación y de procesamiento se proporcionan alrededor de 15.000 puestos de trabajo, seguido de 13.000 en el comercio minorista, y 8000 en los servicios de salud y de la comunidad. 
Los principales empleadores en Geelong incluyen a la Ford Motor Company (planta de motores en Norlane), mantenimiento de aviones en Avalon Airport, la oficina central de la cadena de tiendas Target, el de Bartter (Steggles) (planta procesadora de pollos), hornos para la fundición de aluminio y la Shell (refinería de petróleo en Corio).
La región atrajo a más de 6.000.000 de turistas a Geelong en año 2001, las principales atracciones turísticas incluyen la línea de la costa de Geelong, el Centro de la fábrica Ford y el Museo Nacional de lana en la ciudad, más de 30 edificios históricos que figuran en el Registro del Patrimonio de Victoria. El área de Geelong, alberga periódicamente eventos internacionales que son de importancia turística, como el Salón Aeronáutico Internacional de Australia.

## Clima
Geelong tiene un clima estable, ofrece cuatro estaciones bien diferenciadas. Tiene un clima templado, el clima dominante viene dado por los vientos del oeste, nubes variables, moderada precipitación, veranos cálidos e inviernos fríos. El promedio anual de precipitaciónes es de alrededor de 520 milímetros.
| Parámetros climáticos promedio de Geelong | Parámetros climáticos promedio de Geelong | Parámetros climáticos promedio de Geelong | Parámetros climáticos promedio de Geelong | Parámetros climáticos promedio de Geelong | Parámetros climáticos promedio de Geelong | Parámetros climáticos promedio de Geelong | Parámetros climáticos promedio de Geelong | Parámetros climáticos promedio de Geelong | Parámetros climáticos promedio de Geelong | Parámetros climáticos promedio de Geelong | Parámetros climáticos promedio de Geelong | Parámetros climáticos promedio de Geelong | Parámetros climáticos promedio de Geelong |
| Mes                                       | Ene.                                      | Feb.                                      | Mar.                                      | Abr.                                      | May.                                      | Jun.                                      | Jul.                                      | Ago.                                      | Sep.                                      | Oct.                                      | Nov.                                      | Dic.                                      | Anual                                     |
| ----------------------------------------- | ----------------------------------------- | ----------------------------------------- | ----------------------------------------- | ----------------------------------------- | ----------------------------------------- | ----------------------------------------- | ----------------------------------------- | ----------------------------------------- | ----------------------------------------- | ----------------------------------------- | ----------------------------------------- | ----------------------------------------- | ----------------------------------------- |
| Temp. máx. abs. (°C)                      | 45.3                                      | 47.4                                      | 41.5                                      | 34.8                                      | 27.6                                      | 23.4                                      | 20.5                                      | 25.8                                      | 29.6                                      | 37.1                                      | 37.3                                      | 43.1                                      | 47.4                                      |
| Temp. máx. media (°C)                     | 25.0                                      | 24.8                                      | 22.1                                      | 19.2                                      | 17.1                                      | 14.5                                      | 13.9                                      | 15.0                                      | 16.6                                      | 18.6                                      | 20.5                                      | 22.6                                      | 19.2                                      |
| Temp. media (°C)                          | 18.3                                      | 18.2                                      | 16.4                                      | 14.7                                      | 11.9                                      | 9.3                                       | 8.7                                       | 9.8                                       | 11.9                                      | 13.8                                      | 15.3                                      | 17.0                                      | 13.8                                      |
| Temp. mín. media (°C)                     | 12.1                                      | 13.6                                      | 10.1                                      | 9.6                                       | 7.8                                       | 4.6                                       | 5.4                                       | 5.8                                       | 6.9                                       | 7.6                                       | 10.1                                      | 12.0                                      | 8.8                                       |
| Temp. mín. abs. (°C)                      | 4.5                                       | 5.8                                       | 3.4                                       | 1.4                                       | 0.0                                       | -3.7                                      | -4.3                                      | -2.1                                      | 0.6                                       | 0.6                                       | 2.6                                       | 3.3                                       | -4.3                                      |
| Lluvias (mm)                              | 34.0                                      | 29.7                                      | 30.2                                      | 46.0                                      | 47.3                                      | 41.7                                      | 50.3                                      | 48.2                                      | 49.5                                      | 49.7                                      | 51.4                                      | 40.9                                      | 518.9                                     |
| Días de lluvias (≥ 1 mm)                  | 4.1                                       | 3.1                                       | 4.5                                       | 6.0                                       | 7.0                                       | 7.9                                       | 10.0                                      | 9.5                                       | 9.6                                       | 8.2                                       | 6.2                                       | 5.4                                       | 81.5                                      |
| Fuente:                                   |                                           |                                           |                                           |                                           |                                           |                                           |                                           |                                           |                                           |                                           |                                           |                                           |                                           |

## Edificios de interés
- Basílica de Santa María de los Ángeles

## Suburbios
La ciudad tiene cerca de 60 suburbios:
Anakie, 
Armstrong Creek, 
Avalon, 
Balliang, 
Barwon Heads, 
Batesford, 
Bell Park, 
Bell Post Hill, 
Bellarine, 
Belmont, 
Breakwater, 
Breamlea, 
Ceres, 
Charlemont, 
City of Greater Geelong, 
Clifton Springs, 
Connewarre, 
Corio, 
Curlewis, 
Drumcondra, 
Drysdale, 
East Geelong, 
Fyansford, 
Geelong, 
Geelong West, 
Grovedale, 
Hamlyn Heights, 
Herne Hill, 
Highton, 
Indented Head, 
Lara, 
Leopold, 
Little River, 
Lovely Banks, 
Manifold Heights, 
Mannerim, 
Marcus Hill, 
Marshall, 
Moolap, 
Moorabool, 
Mount Duneed, 
Newcomb, 
Newtown, 
Norlane, 
North Geelong, 
North Shore, 
Ocean Grove, 
Point Lonsdale, 
Point Wilson, 
Portarlington, 
Queenscliff, 
Rippleside, 
South Geelong, 
St Albans Park, 
St Leonards,
Staughton Vale, 
Swan Bay, 
Thomson, 
Wallington, 
Wandana Heights, 
Waurn Ponds, 
y Whittington.